# Sport-Club Freiburg 1986-1987
Questa voce raccoglie le informazioni riguardanti lo Sport-Club Freiburg nelle competizioni ufficiali della stagione 1986-1987.

## Stagione
Nella stagione 1986-1987 il Friburgo, allenato da Jörg Berger, concluse il campionato di 2. Bundesliga al 8º posto. In Coppa di Germania il Friburgo fu eliminato al secondo turno dal Fortuna Colonia.

## Rosa
| N. |                     | Ruolo | Calciatore          |
| -- | ------------------- | ----- | ------------------- |
|    | Germania (bandiera) | P     | Siegfried Grüninger |
|    | Svizzera (bandiera) | P     | Stephan Lehmann     |
|    | Germania (bandiera) | D     | Martin Krieg        |
|    | Germania (bandiera) | D     | Udo Lay             |
|    | Germania (bandiera) | D     | Rolf Maier          |
|    | Germania (bandiera) | D     | Jürgen Menger       |
|    | Serbia (bandiera)   | D     | Budimir Vujačić     |
|    | Germania (bandiera) | C     | Klaus Bury          |
|    | Germania (bandiera) | C     | Maximilian Hauck    |
|    | Germania (bandiera) | C     | Axel Lais           |
|    | Germania (bandiera) | C     | Armin Löffler       |

| N. |                     | Ruolo | Calciatore        |
| -- | ------------------- | ----- | ----------------- |
|    | Germania (bandiera) | C     | Uwe Rapolder      |
|    | Germania (bandiera) | C     | Ralf Schöpperle   |
|    | Germania (bandiera) | C     | Karl-Heinz Schulz |
|    | Germania (bandiera) | C     | Thomas Schweizer  |
|    | Germania (bandiera) | C     | Thomas Siegmund   |
|    | Germania (bandiera) | A     | Joachim Löw       |
|    | Germania (bandiera) | A     | Hans Meisel       |
|    | Senegal (bandiera)  | A     | Souleyman Sané    |
|    | Germania (bandiera) | A     | Fred Schaub       |
|    | Germania (bandiera) | A     | Franz Weber       |

## Calciomercato

### Sessione estiva
| Acquisti | Acquisti        | Acquisti     | Acquisti |
| R.       | Nome            | da           | Modalità |
| -------- | --------------- | ------------ | -------- |
| D        | Martin Krieg    | Friburgo II  |          |
| P        | Stephan Lehmann | Winterthur   |          |
| C        | Uwe Rapolder    | TeBe Berlino |          |
| A        | Fred Schaub     | Hannover 96  |          |

| Cessioni | Cessioni         | Cessioni     | Cessioni |
| R.       | Nome             | a            | Modalità |
| -------- | ---------------- | ------------ | -------- |
| D        | Markus Köppel    | VfB Gaggenau |          |
| A        | Uwe Stächelin    | Monaco 1860  |          |
| C        | Thomas Stickroth | Homburg      |          |

### Sessione invernale
| Acquisti | Acquisti | Acquisti | Acquisti |
| R.       | Nome     | da       | Modalità |
| -------- | -------- | -------- | -------- |

| Cessioni | Cessioni | Cessioni | Cessioni |
| R.       | Nome     | a        | Modalità |
| -------- | -------- | -------- | -------- |

## Risultati

### 2. Bundesliga

#### Girone di andata
| Arbitro: | Diekert |

|                                |           |  |
| Posipal 12’ (rig.) Löchelt 13’ | Marcatori |  |

| Arbitro: | Brückner |

|                |           |  |
| Löw 78’ (rig.) | Marcatori |  |

| Arbitro: | Gangkofer |

|                           |           |          |
| Schaub 56’ (rig.) Löw 84’ | Marcatori | 60’ Ruof |

| Bielefeld 16 agosto 1986, ore 15:00 CEST 4ª giornata | Arminia Bielefeld | 0 – 0 referto | Friburgo | Bielefelder Alm (6 000 spett.)\| Arbitro: \| Richmann \| |
| Arbitro:                                             | Richmann          |               |          |                                                          |

| Arbitro: | Bauer |

|                                       |           |            |
| Schaub 56’ Löw 73’ (rig.), 76’ (rig.) | Marcatori | 69’ Knecht |

| Arbitro: | Berg |

|              |           |  |
| Labbadia 19’ | Marcatori |  |

| Arbitro: | Bruch |

|                               |           |                     |
| Meisel 42’ Hauck 75’ Sané 85’ | Marcatori | 51’ (rig.) Heitkamp |

| Arbitro: | Steffens |

|              |           |  |
| Steubing 55’ | Marcatori |  |

| Arbitro: | Fux |

|                                      |           |                       |
| Kuhlmey 8’ (aut.) Schaub 42’ Löw 78’ | Marcatori | 17’ Reich 68’ Surmann |

| Arbitro: | Rubel |

|                                                |           |                    |
| Bogdan 36’, 67’ Keller 50’ Harforth 80’ (rig.) | Marcatori | 45’ Sané 83’ Weber |

| Arbitro: | Ahlenfelder |

|         |           |             |
| Löw 51’ | Marcatori | 18’ Demange |

| Arbitro: | Broska |

|                |           |                    |
| Ali-Doosti 55’ | Marcatori | 48’ Löw 65’ Schulz |

| Arbitro: | Puchalski |

|                     |           |                    |
| Löw 40’, 80’ (rig.) | Marcatori | 9’ Marmon 12’ Linz |

| Arbitro: | Merk |

|                                    |           |  |
| Vollmer 3’ Kmiecik 67’, 85’ (rig.) | Marcatori |  |

| Arbitro: | Brehm |

|                  |           |                |
| Sané 73’ Löw 89’ | Marcatori | 55’ Baranowski |

| Ulma 15 novembre 1986, ore 15:00 CET 16ª giornata | Ulma    | 0 – 0 referto | Friburgo | Donaustadion (4 000 spett.)\| Arbitro: \| Schäfer \| |
| Arbitro:                                          | Schäfer |               |          |                                                      |

| Arbitro: | Dellwing |

|          |           |                       |
| Sané 70’ | Marcatori | 12’ Török 52’ Rombach |

| Arbitro: | Gochermann |

|             |           |           |
| Richter 54’ | Marcatori | 8’ Schaub |

| Arbitro: | Schmidhuber |

|                                       |           |            |
| Sané 31’, 33’, 58’ Schaub 61’ Löw 81’ | Marcatori | 49’ Kügler |

#### Girone di ritorno
| Arbitro: | Theobald |

|                  |           |                      |
| Löw 23’ Sané 87’ | Marcatori | 8’ Wilke 79’ Posipal |

| Arbitro: | Pauly |

|                |           |          |
| Gerber 1’, 44’ | Marcatori | 65’ Sané |

| Arbitro: | Malbranc |

|           |           |           |
| Gries 67’ | Marcatori | 31’ Weber |

| Friburgo in Brisgovia 20 aprile 1987, ore 19:00 CEST 23ª giornata | Friburgo   | 0 – 0 referto | Arminia Bielefeld | Dreisamstadion (2 500 spett.)\| Arbitro: \| Birlenbach \| |
| Arbitro:                                                          | Birlenbach |               |                   |                                                           |

| Arbitro: | Harder |

|            |           |                                           |
| Knecht 24’ | Marcatori | 9’ Sané 21’ Lay 35’ Schaub 70’ (rig.) Löw |

| Arbitro: | Mierswa |

|                                        |           |                  |
| Löffler 11’ Schaub 25’ (rig.) Sané 26’ | Marcatori | 4’ (rig.) Künast |

| Arbitro: | Müller |

|                                       |           |  |
| Abramczik 3’ Pröpper 36’ Heitkamp 43’ | Marcatori |  |

| Arbitro: | Matheis |

|                   |           |                      |
| Löw 14’ Hauck 83’ | Marcatori | 50’ Linden 70’ Hotić |

| Arbitro: | Broska |

|             |           |            |
| Kuhlmey 26’ | Marcatori | 90’ Schaub |

| Arbitro: | Neumann |

|            |           |                 |
| Schaub 79’ | Marcatori | 6’, 17’ Schmidt |

| Arbitro: | Gochermann |

|                           |           |                            |
| Brace 39’ Hintermaier 88’ | Marcatori | 78’ (rig.) Schaub 84’ Sané |

| Arbitro: | Boos |

|                      |           |                |
| Weber 52’ Schaub 61’ | Marcatori | 66’ Ali-Doosti |

| Arbitro: | Richmann |

|            |           |          |
| Eymold 70’ | Marcatori | 88’ Sané |

| Arbitro: | Löwer |

|                    |           |  |
| Sané 18’ Weber 89’ | Marcatori |  |

| Arbitro: | Bruch |

|                         |           |  |
| Eickels 6’ Andersen 87’ | Marcatori |  |

| Arbitro: | Puchalski |

|                              |           |           |
| Sané 11’ Löw 48’ Vujačić 85’ | Marcatori | 58’ Rudić |

| Arbitro: | Amerell |

|                                          |           |                  |
| Eplinius 13’ Rombach 21’ Sippel 24’, 49’ | Marcatori | 65’ Sané 73’ Löw |

| Arbitro: | Wittke |

|            |           |                   |
| Schaub 62’ | Marcatori | 73’ (rig.) Helmes |

| Arbitro: | Weber |

|                                                         |           |                            |
| Tschiskale 22’, 31’ Frömberg 26’ (rig.) Falkenstein 49’ | Marcatori | 6’ Schaub 85’ Sané 88’ Löw |

### Coppa di Germania
| Arbitro: | Steinborn |

|                       |           |                                            |
| Rettig 10’ Herren 84’ | Marcatori | 20’ Schaub 65’, 83’ Weber 75’ Sané 86’ Löw |

| Arbitro: | Reinstädtler |

|             |           |           |
| Richter 87’ | Marcatori | 38’ Hauck |

| Arbitro: | Correll |

|            |           |                         |
| Schaub 83’ | Marcatori | 13’ Helmes 90’ Engesser |

## Statistiche

### Statistiche di squadra
| Competizione      | Punti | In casa | In casa | In casa | In casa | In casa | In casa | In trasferta | In trasferta | In trasferta | In trasferta | In trasferta | In trasferta | Totale | Totale | Totale | Totale | Totale | Totale | DR |
| Competizione      | Punti | G       | V       | N       | P       | Gf      | Gs      | G            | V            | N            | P            | Gf           | Gs           | G      | V      | N      | P      | Gf     | Gs     | DR |
| ----------------- | ----- | ------- | ------- | ------- | ------- | ------- | ------- | ------------ | ------------ | ------------ | ------------ | ------------ | ------------ | ------ | ------ | ------ | ------ | ------ | ------ | -- |
| 2. Bundesliga     | 39    | 19      | 11      | 6       | 2       | 39      | 22      | 19           | 2            | 7            | 10           | 20           | 34           | 38     | 13     | 13     | 12     | 59     | 56     | +3 |
| Coppa di Germania | -     | 1       | 0       | 0       | 1       | 1       | 2       | 2            | 1            | 1            | 0            | 6            | 3            | 3      | 1      | 1      | 1      | 7      | 5      | +2 |
| Totale            | 39    | 20      | 11      | 6       | 3       | 40      | 24      | 21           | 3            | 8            | 10           | 26           | 37           | 41     | 14     | 14     | 13     | 66     | 61     | +5 |

### Andamento in campionato
| Giornata  | 1  | 2  | 3 | 4 | 5 | 6 | 7 | 8 | 9 | 10 | 11 | 12 | 13 | 14 | 15 | 16 | 17 | 18 | 19 | 20 | 21 | 22 | 23 | 24 | 25 | 26 | 27 | 28 | 29 | 30 | 31 | 32 | 33 | 34 | 35 | 36 | 37 | 38 |
| --------- | -- | -- | - | - | - | - | - | - | - | -- | -- | -- | -- | -- | -- | -- | -- | -- | -- | -- | -- | -- | -- | -- | -- | -- | -- | -- | -- | -- | -- | -- | -- | -- | -- | -- | -- | -- |
| Luogo     | T  | C  | C | T | C | T | C | T | C | T  | C  | T  | C  | T  | C  | T  | C  | T  | C  | C  | T  | T  | C  | T  | C  | T  | C  | T  | C  | T  | C  | T  | C  | T  | C  | T  | C  | T  |
| Risultato | P  | V  | V | N | V | P | V | P | V | P  | N  | V  | N  | P  | V  | N  | P  | N  | V  | N  | P  | N  | N  | V  | V  | P  | N  | N  | P  | N  | V  | N  | V  | P  | V  | P  | N  | P  |
| Posizione | 17 | 15 | 7 | 8 | 4 | 7 | 4 | 6 | 5 | 10 | 8  | 7  | 7  | 10 | 7  | 8  | 8  | 8  | 7  | 7  | 8  | 8  | 10 | 8  | 7  | 8  | 8  | 8  | 9  | 10 | 9  | 9  | 8  | 8  | 7  | 9  | 8  | 8  |

Legenda:

Luogo: C = Casa; T = Trasferta. Risultato: V = Vittoria; N = Pareggio; P = Sconfitta.

### Statistiche dei giocatori
| Giocatore     | 2. Bundesliga | 2. Bundesliga | 2. Bundesliga | 2. Bundesliga | Coppa di Germania | Coppa di Germania | Coppa di Germania | Coppa di Germania | Totale   | Totale | Totale      | Totale     |
| Giocatore     | Presenze      | Reti          | Ammonizioni   | Espulsioni    | Presenze          | Reti              | Ammonizioni       | Espulsioni        | Presenze | Reti   | Ammonizioni | Espulsioni |
| ------------- | ------------- | ------------- | ------------- | ------------- | ----------------- | ----------------- | ----------------- | ----------------- | -------- | ------ | ----------- | ---------- |
| K. Bury       | 0             | 0             | 0             | 0             | 0                 | 0                 | 0                 | 0                 | 0        | 0      | 0           | 0          |
| S. Grüninger  | 37            | 0             | 0             | 0             | 3                 | 0                 | 1                 | 0                 | 40       | 0      | 1           | 0          |
| M. Hauck      | 37            | 2             | 4             | 0             | 2                 | 1                 | 1                 | 0                 | 39       | 3      | 5           | 0          |
| M. Krieg      | 15            | 0             | 0             | 0             | 1                 | 0                 | 0                 | 0                 | 16       | 0      | 0           | 0          |
| A. Lais       | 28            | 0             | 8             | 0             | 3                 | 0                 | 0                 | 0                 | 31       | 0      | 8           | 0          |
| U. Lay        | 36            | 1             | 6             | 0             | 3                 | 0                 | 0                 | 0                 | 39       | 1      | 6           | 0          |
| S. Lehmann    | 1             | 0             | 0             | 0             | 0                 | 0                 | 0                 | 0                 | 1        | 0      | 0           | 0          |
| A. Löffler    | 21            | 1             | 4             | 0             | 2                 | 0                 | 0                 | 0                 | 23       | 1      | 4           | 0          |
| J. Löw        | 37            | 17            | 4             | 0             | 3                 | 1                 | 0                 | 0                 | 40       | 18     | 4           | 0          |
| R. Maier      | 34            | 0             | 8             | 0             | 2                 | 0                 | 1                 | 0                 | 36       | 0      | 9           | 0          |
| H. Meisel     | 31            | 1             | 2             | 0             | 3                 | 0                 | 0                 | 0                 | 34       | 1      | 2           | 0          |
| J. Menger     | 24            | 0             | 1             | 0             | 1                 | 0                 | 0                 | 0                 | 25       | 0      | 1           | 0          |
| U. Rapolder   | 9             | 0             | 1             | 0             | 0                 | 0                 | 0                 | 0                 | 9        | 0      | 1           | 0          |
| S. Sané       | 36            | 17            | 3             | 0             | 3                 | 1                 | 0                 | 0                 | 39       | 18     | 3           | 0          |
| F. Schaub     | 37            | 13            | 4             | 0             | 3                 | 2                 | 0                 | 0                 | 40       | 15     | 4           | 0          |
| K. Schulz     | 26            | 1             | 6             | 1             | 1                 | 0                 | 0                 | 0                 | 27       | 1      | 6           | 1          |
| T. Schweizer  | 11            | 0             | 0             | 0             | 0                 | 0                 | 0                 | 0                 | 11       | 0      | 0           | 0          |
| R. Schöpperle | 0             | 0             | 0             | 0             | 1                 | 0                 | 0                 | 0                 | 1        | 0      | 0           | 0          |
| T. Siegmund   | 12            | 0             | 0             | 0             | 3                 | 0                 | 0                 | 0                 | 15       | 0      | 0           | 0          |
| B. Vujačić    | 24            | 1             | 3             | 0             | 2                 | 0                 | 0                 | 0                 | 26       | 1      | 3           | 0          |
| F. Weber      | 37            | 4             | 5             | 0             | 3                 | 2                 | 0                 | 0                 | 40       | 6      | 5           | 0          |